# Albert Lloyd
Ne doit pas être confondu avec Albert Lancaster Lloyd.
Pour les articles homonymes, voir Lloyd.
Albert Bushnell Lloyd, né en 1871 à Bosworth (Leicestershire) et mort le 13 décembre 1946 en Ouganda, est un missionnaire protestant et explorateur britannique.

## Biographie
Albert Lloyd arrive en Ouganda en 1894. Il sert d'abord dans le Toro à Kabarole où il a rejoint en 1894 le révérend A. B. Fisher. En 1897, il gagne Kampala mais une révolte soudanaise et un accès de fièvre, le contraignent à retourner dans le Toro (1898).
Rétabli, le 19 décembre 1899, il part de Bamutenda (auj. Silla au Horkoyere), rejoint le lac Albert où il rencontre le peuple Acholi (actuel Acholiland). Il considère alors ses hommes comme appartenant à l'espèce simienne. Il retourne en 1903 visiter la tribu et y installe en 1904 la mission de Keyo. Après avoir suivi le Nil, il rentre en Angleterre et publie à Londres en 1906 Uganda to Khartoum où il relate ses aventures.
Il rejoint l'Ouganda en 1909 où il est ordonné diacre et prêtre et demeure à Hoima jusqu'en 1910 avant de revenir au Toro où il est nommé doyen rural en 1916. Archidiacre de l'ouest de l'Ouganda (1922), il devient en 1926 commissaire de l'évêque du diocèse nouvellement créé du Haut-Nil.
Vicaire de Combe Down, il est membre de 1926 à 1930 de la délégation du siège de la Church Missionary Society puis prend sa retraite en 1933.
Il meurt en Ouganda le 13 décembre 1946.
Jules Verne, qui a pris sa source dans le Bulletin de la Société de géographie (vol. 21, 1899, p. 153), le mentionne dans le premier chapitre de son roman Le Village aérien.

## Publications
- 1896 : In Dwarf Land and Cannibal Country
- 1921 : Dayspring in Uganda
- 1927 : The Highwayman and Other Stories
- 1935 : Apolo the Pathfinder: Who Follows ?
- 1939 : Apolo of the Pygmy Forest
- 1948 : A Life's Thrills: Brief Records of My Life, 1894-1946